# Devil Came to Me (álbum de Dover)
Devil Came to Me es el segundo álbum de estudio de la banda de rock española Dover. Fue publicado el 21 de abril de 1997 bajo la compañía discográfica Subterfuge Records.
Devil Came to Me se grabó y mezcló en 20 días en febrero de 1997, en los Infinity Estudios en Madrid, con Daniel Alcover, y costó 80 000 pesetas (al cambio actual, 480 euros). Con este disco es con el que Dover se dio a conocer y dio el salto de lleno a la fama. La portada fue diseñada por el batería de la banda, Jesús Antúnez, diseñador gráfico.
El 25 de septiembre de 1997 consiguieron su primer disco de oro por las 50 000 copias vendidas del álbum y posteriormente sumaron cuatro discos de platino, consiguiendo finalmente un volumen de más de 800 000 discos vendidos. A raíz del éxito cosechado por el álbum, Dover obtuvo el Premio Ondas al mejor grupo revelación español el día 13 de noviembre en Barcelona.
La canción que da nombre al disco se utilizó tanto en una recopilación de canciones de grupos reveladores del momento, bajo el nombre de Pepsi The Next Generation (1998), como en el anuncio de una marca de refrescos estadounidense, Radical Fruit Company, lo que supuso un gran empuje para dar a conocer al grupo. Junto con las canciones también contenidas en el álbum, «Loli Jackson» y «Serenade», primer sencillo del álbum, se puede considerar de las más representativas del grupo hasta el momento.

## Publicación

### Reedición 15º aniversario
Para conmemorar el 15º aniversario del álbum, la discográfica Octubre reeditó el álbum con el nombre «Dover Came to Me», en varias versiones diferentes y formatos el 18 de junio de 2013. Éstos son:
- Edición física deluxe (2CD+1DVD) - Álbum original remasterizado más bonus track, 20 canciones en directo desde la Sala El Sol (Madrid) en marzo de 2013, videoclips oficiales y entrevistas personales al grupo.
- Edición digital standard - Álbum original remasterizado, más 20 canciones en directo desde la Sala El Sol (Madrid) en marzo de 2013.
- Edición digital deluxe (iTunes) - Álbum original remasterizado, más 20 canciones en directo desde la Sala El Sol (Madrid) en marzo de 2013, tres temas en directo (1997), siete temas en directo (2013) y dos videoclips.
- Edición digital streaming - 20 canciones en directo desde la Sala El Sol (Madrid) en marzo de 2013.

## Lista de canciones
Todas las canciones escritas y compuestas por Amparo Llanos y Cristina Llanos. 
| N.º   | Título              | Duración |  |
| 1.    | «Devil Came to Me»  | 4:36     |  |
| 2.    | «Loli Jackson»      | 3:26     |  |
| 3.    | «Serenade»          | 3:56     |  |
| 4.    | «Winter Song»       | 2:45     |  |
| 5.    | «La Monja Mellada»  | 1:46     |  |
| 6.    | «Spectrum»          | 3:38     |  |
| 7.    | «Rain of the Times» | 3:14     |  |
| 8.    | «Pangea»            | 1:58     |  |
| 9.    | «Push»              | 1:57     |  |
| 10.   | «Judas»             | 3:58     |  |
| 11.   | «Nightmare»         | 2:50     |  |
| 12.   | «Sick Girl»         | 2:39     |  |
| 36:41 |                     |          |  |

## Personal
Dover
- Cristina Llanos – Voz y guitarra acústica
- Amparo Llanos – Guitarras
- Jesús Antúnez – Batería
- Álvaro Gómez – Bajo

Personal técnico
- Daniel Alcover – Grabación, mezclado, masterizado

Personal adicional
- María Jesús Velasco - Fotografía

## Listas y certificaciones

### Listas semanales
| Lista (1997)               | Mejor posición |
| -------------------------- | -------------- |
| Lista de álbumes españoles | 8              |

### Listas semanales para la edición del 15º aniversario
| Lista (2013)               | Mejor posición |
| -------------------------- | -------------- |
| Lista de álbumes españoles | 32             |

### Certificaciones
| País                | Certificación | Ventas  |
| ------------------- | ------------- | ------- |
| España (PROMUSICAE) | 4× Platino    | 400.000 |

## Historial de lanzamientos
| País     | Fecha               | Formato        | Discográfica |
| -------- | ------------------- | -------------- | ------------ |
| España   | 21 de abril de 1997 | CD, LP, Casete | Subterfuge   |
| Alemania | 31 de mayo de 1999  | CD             | Intercord    |